# Giovanni Sio
Pour les articles homonymes, voir Sio.
Giovanni Sio, né le 31 mars 1989 à Saint-Sébastien-sur-Loire (Loire-Atlantique), est un footballeur international ivoirien, qui évolue au poste d'attaquant l'USSA Vertou.

## Biographie

### Formation à Nantes
Giovanni Sio grandit dans le quartier de Bellevue à Nantes, il commence le football à la JSC Bellevue avant d'être repéré par le centre de formation du FC Nantes. En 2000 il remporte la Coupe nationale des benjamins à 9 face à l'Olympique lyonnais. Après la relégation du FC Nantes en Ligue 2 en 2007, il n'accepte pas son premier contrat  pro proposé par les dirigeants nantais.

### Débuts professionnels
Il effectue alors un essai à Reading FC en Angleterre avant de signer en faveur de la Real Sociedad. Ne disputant que deux matchs de Liga avec la Real, il part en Suisse au FC Sion où, après des débuts avec la réserve, il finit par s'imposer comme titulaire. Il remporte la Coupe de Suisse en 2011 et marque même en finale.

### Allemagne
En janvier 2012, Sio signe pour 5 millions d'euros au VfL Wolfsburg en Bundesliga.
Après seulement 9 matchs, il est prêté par le VfL au FC Augsbourg où il ne parvient pas non plus à s'imposer.

### Prêt à Sochaux
Le 29 janvier 2013, un accord de principe est trouvé entre le FC Sochaux-Montbéliard, le VfL Wolfsburg et le FC Augsbourg pour que Sio termine la saison 2012-2013 en prêt en Ligue 1.
Le 17 février 2013 pour son premier match en Ligue 1 avec le FC Sochaux, il réalise une très grosse performance en inscrivant un but lors de la victoire 3-2 des siens contre le PSG de Zlatan Ibrahimović au stade Auguste-Bonal.
Le 31 mars 2013, Sio récidive en inscrivant le premier but de son équipe au stade de Gerland de Lyon, victoire 1-2 de Sochaux. Il offrit également des passes décisives à Cédric Bakambu lors du déplacement à Evian (défaite 5-1) ainsi qu'à Sloan Privat lors de la victoire face au FC Lorient (1-0) le 4 mai 2013. Il marque son quatrième et dernier but de la saison à l'occasion de la 37e journée de Ligue 1 face à Toulouse.

### FC Bâle
Le 16 août 2013, il fait son retour en Suisse en signant un contrat de quatre ans avec le FC Bâle, champion en titre de la Super League suisse.
Le 21 août 2013, il marque son premier but avec le FC Bâle. Malgré une première saison prometteuse conclue par 38 apparitions et 12 buts, il perd sa place à la suite de l'arrivée du nouvel entraineur, Paulo Sousa.

### Prêt à Bastia
Le 1er février 2015, il est prêté pour six mois au SC Bastia. Il est titulaire sous le maillot corse dès le 4 février face à l'AS Monaco lors des demi-finales de la Coupe de la Ligue. Le 14 février 2015, il marque son premier but avec les Corses au stade de la Beaujoire face au FC Nantes, son club formateur. Le 18 avril 2015, épanoui en Corse, il déclare qu'il aimerait se stabiliser en espérant que le club bastiais lève son option d'achat. Dans le cas contraire, il espère au moins pouvoir poursuivre sa carrière en France après des expériences contrastées en Allemagne et au FC Bâle. Nantes et Montpellier sont alors intéressés au mercato d'été 2015 à la suite de son prêt concluant en Corse (5 buts en 13 apparitions en championnat).

### Stade rennais
Le 29 juin 2015, Giovanni Sio est finalement transféré au Stade rennais, avec lequel il signe un contrat de trois ans.
Il dispute son premier match avec les Rouge et Noir face au SC Bastia lors de la première journée de Ligue 1. Il lance parfaitement sa saison en ouvrant le score au stade Armand-Cesari de Furiani.  Il garde une joie intérieure et ne célèbre pas son but par respect pour son ancien club.
Le 19 novembre 2016, il dédie son but face à Angers à son compatriote Ivoirien Laurent Pokou.

### Montpellier Hérault Sport Club
Le 18 juillet 2017, il s'engage avec le Montpellier Hérault Sport Club.

### Sélection nationale
Le 8 juin 2013, il connaît sa première titularisation avec la Côte d'Ivoire face à la Gambie en éliminatoires de la Coupe du monde 2014.
Il marque ses deux premiers buts face au Libéria, le 17 novembre 2015, au stade Félix-Houphouët-Boigny dans le cadre des éliminatoires de la Coupe du monde 2018.

## Palmarès
- FC Sion
  - Vainqueur de la Coupe de Suisse en 2011
- FC Bâle
  - Finaliste de la Coupe de Suisse en 2014
  - Championnat de Suisse en 2014 et 2015
- SC Bastia
  - Finaliste de la Coupe de la Ligue en 2015

## Statistiques
Le tableau suivant détaille les statistiques de Giovanni Sio durant sa carrière professionnelle.
| Saison                | Club                       | Championnat           | Championnat | Championnat | Championnat | Coupe nationale | Coupe nationale | Coupe nationale | Coupe de la Ligue | Coupe de la Ligue | Coupe de la Ligue | Compétition(s) continentale(s) | Compétition(s) continentale(s) | Compétition(s) continentale(s) | Compétition(s) continentale(s) | Côte d'Ivoire | Côte d'Ivoire | Côte d'Ivoire | Total | Total | Total |
| Saison                | Club                       | Division              | M.          | B.          | P.d.        | M.              | B.              | P.d.            | M.                | B.                | P.d.              | Comp.                          | M.                             | B.                             | P.d.                           | M.            | B.            | P.d.          | M.    | B.    | P.d.  |
| 2008-2009             | Real Sociedad              | Liga BBVA             | 2           | 0           | 0           | 1               | 0               | 0               | -                 | -                 | -                 | -                              | -                              | -                              | -                              | -             | -             | -             | 3     | 0     | 0     |
| 2009-2010             | FC Sion                    | D1                    | 0           | 0           | 0           | 1               | 0               | 0               | -                 | -                 | -                 | -                              | -                              | -                              | -                              | -             | -             | -             | 1     | 0     | 0     |
| 2010-2011             | FC Sion                    | D1                    | 30          | 10          | 6           | 5               | 3               | 0               | -                 | -                 | -                 | -                              | -                              | -                              | -                              | -             | -             | -             | 35    | 13    | 6     |
| 2011-2012             | FC Sion                    | D1                    | 18          | 7           | 4           | 2               | 0               | 0               | -                 | -                 | -                 | C3                             | 2                              | 1                              | 0                              | -             | -             | -             | 22    | 8     | 4     |
| 2012                  | VfL Wolfsburg              | Bundesliga            | 9           | 0           | 1           | 0               | 0               | 0               | -                 | -                 | -                 | -                              | -                              | -                              | -                              | -             | -             | -             | 9     | 0     | 1     |
| 2012-2013             | FC Augsbourg (prêt)        | Bundesliga            | 6           | 0           | 0           | 1               | 0               | 0               | -                 | -                 | -                 | -                              | -                              | -                              | -                              | -             | -             | -             | 7     | 0     | 0     |
| 2013                  | FC Sochaux (prêt)          | Ligue 1               | 13          | 4           | 2           | 0               | 0               | 0               | -                 | -                 | -                 | -                              | -                              | -                              | -                              | 2             | 0             | 0             | 15    | 4     | 2     |
| 2013                  | VfL Wolfsburg              | Bundesliga            | 1           | 0           | 0           | 0               | 0               | 0               | -                 | -                 | -                 | -                              | -                              | -                              | -                              | 1             | 0             | 0             | 2     | 0     | 0     |
| 2013-2014             | FC Bâle                    | D1                    | 23          | 9           | 2           | 3               | 1               | 1               | -                 | -                 | -                 | C1+C3                          | 7+5                            | 2+0                            | 1+0                            | 6             | 0             | 0             | 44    | 12    | 4     |
| 2014-2015             | FC Bâle                    | D1                    | 7           | 1           | 1           | 2               | 1               | 1               | -                 | -                 | -                 | C1                             | 1                              | 0                              | 0                              | 0             | 0             | 0             | 10    | 2     | 2     |
| 2015                  | SC Bastia (prêt)           | Ligue 1               | 13          | 5           | 0           | 0               | 0               | 0               | 2                 | 0                 | 0                 | -                              | -                              | -                              | -                              | 2             | 0             | 0             | 17    | 5     | 0     |
| 2015-2016             | Stade rennais FC           | Ligue 1               | 34          | 7           | 6           | 2               | 0               | 0               | 1                 | 0                 | 0                 | -                              | -                              | -                              | -                              | 7             | 2             | 0             | 44    | 9     | 6     |
| 2016-2017             | Stade rennais FC           | Ligue 1               | 34          | 9           | 1           | 1               | 0               | 0               | -                 | -                 | -                 | -                              | -                              | -                              | -                              | 2             | 0             | 0             | 37    | 9     | 1     |
| 2017-2018             | Montpellier HSC            | Ligue 1               | 33          | 10          | 3           | 2               | 0               | 0               | 1                 | 0                 | 0                 | -                              | -                              | -                              | -                              | 1             | 0             | 0             | 37    | 10    | 3     |
| 2018-2019             | Montpellier HSC            | Ligue 1               | 1           | 0           | 0           | -               | -               | -               | -                 | -                 | -                 | -                              | -                              | -                              | -                              | -             | -             | -             | 1     | 0     | 0     |
| 2018-2019             | Al-Ittihad Kalba SC (prêt) | D1                    | 21          | 7           | 4           | -               | -               | -               | -                 | -                 | -                 | -                              | -                              | -                              | -                              | -             | -             | -             | 21    | 7     | 4     |
| 2019-2020             | Gençlerbirliği SK          | D1                    | 28          | 11          | 3           | -               | -               | -               | -                 | -                 | -                 | -                              | -                              | -                              | -                              | -             | -             | -             | 28    | 11    | 3     |
| 2020-2021             | Gençlerbirliği SK          | D1                    | 22          | 2           | 1           | -               | -               | -               | -                 | -                 | -                 | -                              | -                              | -                              | -                              | -             | -             | -             | 22    | 2     | 1     |
| 2021-2022             | FC Sion                    | D1                    | 9           | 1           | 1           | -               | -               | -               | -                 | -                 | -                 | -                              | -                              | -                              | -                              | -             | -             | -             | 9     | 1     | 1     |
| 2022-2023             | FC Sion                    | D1                    | 29          | 9           | 1           | 4               | 1               | 0               | -                 | -                 | -                 | -                              | -                              | -                              | -                              | -             | -             | -             | 33    | 10    | 1     |
| 2023-2024             | Ratchaburi FC              | D1                    | 0           | 0           | 0           | -               | -               | -               | -                 | -                 | -                 | -                              | -                              | -                              | -                              | -             | -             | -             | 0     | 0     | 0     |
| Total sur la carrière | Total sur la carrière      | Total sur la carrière | 304         | 83          | 35          | 20              | 5               | 2               | 3                 | 0                 | 0                 | -                              | 15                             | 3                              | 1                              | 21            | 2             | 0             | 363   | 93    | 38    |